# Theerayut Philakong
Theerayut Philakong (* 27. Februar 1984) ist ein ehemaliger thailändischer Leichtathlet, der sich auf den Dreisprung spezialisiert hat und gelegentlich auch im Weitsprung an den Start ging.

## Karriere
Erste internationale Erfahrungen sammelte Theerayut Philakong im Jahr 2005, als er bei der Sommer-Universiade in Izmir mit 7,12 m in der Weitsprungqualifikation ausschied und im Dreisprung mit 15,17 m den 13. Platz belegte. Anschließend verpasste er bei den Asienmeisterschaften in Incheon mit 7,17 m ebenfalls den Finaleinzug im Weitsprung und wurde im Dreisprung mit 15,36 m Zehnter, ehe er bei den erstmals ausgetragenen Hallenasienspielen in Bangkok mit einem Sprung auf 15,91 m die Bronzemedaille hinter dem Kasachen Roman Walijew und Lin Mujie aus China. Zudem siegte er bei den Südostasienspielen in Manila mit 16,00 m im Dreisprung. Im Jahr darauf nahm er erstmals an den Asienspielen in Doha teil und klassierte sich dort mit 15,74 m auf dem zehnten Platz und 2007 verpasste er bei den Studentenweltspielen in Bangkok mit 15,89 m den Finaleinzug im Dreisprung. Anschließend belegte er bei den Hallenasienspielen in Macau mit 15,83 m den vierten Platz und siegte dann im Dezember mit 16,44 m erneut bei den Südostasienspielen im heimischen Nakhon Ratchasima. 2008 sicherte er sich bei den Hallenasienmeisterschaften in Doha mit einem Sprung auf 16,04 m die Bronzemedaille hinter dem Kasachen Roman Walijew und Amarjeet Singh aus Indien. 2009 belegte er bei der Sommer-Universiade in Belgrad mit 7,38 m den zehnten Platz im Weitsprung und Anfang November gewann er bei den Hallenasienspielen in Hanoi mit 7,71 m die Bronzemedaille im Weitsprung hinter dem Saudi-Araber Ahmed Fayez Marzouk und Zhuang Haitao aus China und auch im Dreisprung sicherte er sich mit 16,05 m hinter den Kasachen Walijew und Jewgeni Ektow die Bronzemedaille. Daraufhin siegte er dann bei den Südostasienspielen in Vientiane mit 16,51 m zum dritten Mal in Folge im Dreisprung und gelangte im Weitsprung mit 7,64 m auf Rang fünf. 2010 nahm er erneut an den Asienspielen in Guangzhou teil und klassierte sich dort mit 15,73 m auf dem achten Platz und im Jahr darauf verpasste er bei den Studentenweltspielen in Shenzhen mit 13,70 m den Finaleinzug im Dreisprung. Anschließend siegte er mit 16,43 m bei den Südostasienspielen in Palembang und belegte mit 7,54 m den fünften Platz im Weitsprung. Zwei Jahre später gewann er dann bei den Südostasienspielen in Naypyidaw mit 16,26 m die Bronzemedaille hinter dem Vietnamesen Nguyễn Văn Hùng und Muhammad Hakimi Ismail aus Malaysia. Daraufhin beendete er seine aktive sportliche Karriere im Alter von 29 Jahren.
In den Jahren von 2005 bis 2007 sowie 2009 wurde Philakong thailändischer Meister im Dreisprung.

## Persönliche Bestleistungen
- Weitsprung: 7,67 m (0,0 m/s), 26. April 2009 in Bangkok
  - Weitsprung (Halle): 7,72 m, 1. November 2009 in Hanoi
- Dreisprung: 16,58 m, 11. September 2006 in Suphan Buri
  - Halle: 16,05 m, 2. November 2009 in Hanoi